# Université Lawrence
Ne doit pas être confondu avec Université de St. Lawrence.
L'université Lawrence (en anglais : Lawrence University) est une université privée américaine située à Appleton dans le Wisconsin.

## Anciens étudiants notables
- Bonnie Bryant, écrivain américain
- Edna Ferber, dramaturge et romancière américaine
- Jeffrey Jones, acteur américain
- David Campbell Mulford, ancien ambassadeur américain
- Campbell Scott, acteur, réalisateur et producteur américain
- Thomas Steitz, biologiste moléculaire américain (corécipiendaire du prix Nobel de chimie en 2009)

## Galerie

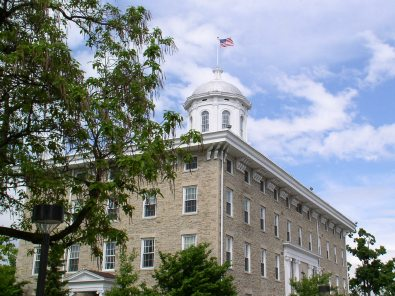
Coupole sur l'un des principaux bâtiments de l'université
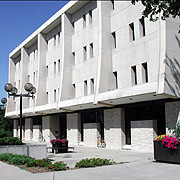
Bibliothèque de l'université
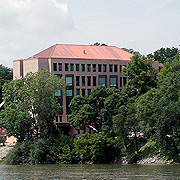
Bâtiment Hiett Hall

## Source
- (en) Cet article est partiellement ou en totalité issu de l’article de Wikipédia en anglais intitulé « Lawrence University » (voir la liste des auteurs).